# Diaw Doudou
Diaw Doudou (Pikine, 31 ottobre 1975) è un allenatore di calcio ed ex calciatore senegalese, di ruolo difensore.

## Carriera

### Giocatore
Giunge all'età di 22 anni in Italia, al Perugia di Serie B, in cui non debutta mai.
Passa in prestito in diverse società di categorie dilettantistiche, fino all'esordio con la maglia dell'Ancona in Serie B. Nel 2001 lo acquista il Bari, in cui diventa un caposaldo della difesa e mette a segno la sua prima e unica rete con i biancorossi.
Dopo quattro anni passati nel Sud Italia il calciatore senegalese veste la prestigiosa maglia del Torino, appena fallito e voglioso di riconquistare la Serie A; anche con il contributo di Doudou i granata tornano nella massima serie e l'allora trentunenne difensore viene confermato. Esordisce nell'incontro Milan-Torino, giocando un'ottima partita e guadagnandosi le attenzioni della sua Nazionale, che prende in considerazione una sua eventuale convocazione.
Gli obiettivi del Toro portano il giocatore e la società granata a separarsi e così Doudou passa prima tra le file prima del Cesena e poi dell'Avellino, fino al trasferimento all'Atletico Roma, nel quale diventa titolare e con cui lotta alla promozione in serie cadetta fino alla finale play-off, persa contro la Juve Stabia. A fine stagione si svincola in seguito alla mancata iscrizione della società romana e il 6 agosto 2011 firma un contratto annuale con il Pergocrema.
Il 26 luglio 2012 si trasferisce al Matera Calcio, squadra partecipante al campionato di Serie D, iniziando la preparazione il 31 luglio e disputandovi solamente una partita di Coppa Italia, per poi trasferirsi il 7 settembre 2012 al Monterotondo Lupa, squadra che milita in Eccellenza laziale.

### Allenatore
Inizia la carriera da allenatore nella scuola calcio barese New Football Academy. Nella stagione 2014-2015, allena la formazione Giovanissimi, mentre nella stagione seguente quella degli Allievi regionali.
Ad Aprile 2017, viene selezionato dal presidente della LND Puglia, Vito Tisci, quale allenatore della rappresentativa allievi della Puglia per il tradizionale Torneo delle Regioni della Lega Dilettanti.
A Luglio 2017 diventa allenatore in seconda del Gravina (militante nel girone H di Serie D) per la stagione 2017-2018; il 26 gennaio diventa primo allenatore della squadra pugliese causa le dimissioni del tecnico principale.
Il 6 maggio 2018, in occasione dell'ultima gara di campionato contro l'Aversa Normanna, a salvezza ormai raggiunta, lascia la panchina gialloblù.
Il 29 luglio 2019, viene ufficializzato il suo ingaggio come allenatore della formazione Under 15 del Bari, proseguendo il rapporto anche per la stagione 2020-2021, questa volta alla guida della squadra Under 17. Il 2 marzo 2020 subentra a Salvatore Alfieri sulla panchina della formazione Berretti. A fine stagione,con la squadra retrocessa in Primavera 4, viene sostituito da Valeriano Loseto.
Nell'estate 2022 assume l'incarico di allenatore della formazione primavera della Fidelis Andria. Il 1º novembre dello stesso anno, in seguito all'esonero di Mirko Cudini, viene promosso alla guida della prima squadra del club pugliese, in Serie C. Viene esonerato il 17 gennaio 2023 con la squadra federiciana all'ultimo posto in classifica.
Il 24 ottobre 2023, dopo le dimissioni dell'allenatore Salvatore Maurelli complice un pessimo inizio di campionato, diventa allenatore del Corato, squadra militante in Eccellenza Pugliese. Disputa un discreto campionato rimanendo però sempre in zona  play-out. Riesce a mantenere la categoria evitando gli spareggi battendo il Mola all'ultima giornata.

### Statistiche da allenatore

#### Club
Statistiche aggiornate al 3 Novembre 2024.
| Stagione            | Squadra         | Campionato      | Campionato | Campionato | Campionato | Campionato | Coppe nazionali | Coppe nazionali | Coppe nazionali | Coppe nazionali | Coppe nazionali | Coppe continentali | Coppe continentali | Coppe continentali | Coppe continentali | Coppe continentali | Altre coppe | Altre coppe | Altre coppe | Altre coppe | Altre coppe | Totale | Totale | Totale | Totale | % Vittorie | Piazz.       |
| Stagione            | Squadra         | Comp            | G          | V          | N          | P          | Comp            | G               | V               | N               | P               | Comp               | G                  | V                  | N                  | P                  | Comp        | G           | V           | N           | P           | G      | V      | N      | P      | %          | Piazz.       |
| ------------------- | --------------- | --------------- | ---------- | ---------- | ---------- | ---------- | --------------- | --------------- | --------------- | --------------- | --------------- | ------------------ | ------------------ | ------------------ | ------------------ | ------------------ | ----------- | ----------- | ----------- | ----------- | ----------- | ------ | ------ | ------ | ------ | ---------- | ------------ |
| gen. 2018-mag. 2018 | Gravina         | D               | 15         | 4          | 6          | 5          | CI-D            | -               | -               | -               | -               | -                  | -                  | -                  | -                  | -                  | -           | -           | -           | -           | -           | 15     | 4      | 6      | 5      | 26,67      | Sub., dimis. |
| nov. 2022-gen. 2023 | Fidelis Andria  | C               | 11         | 2          | 3          | 6          | CI-C            | -               | -               | -               | -               | -                  | -                  | -                  | -                  | -                  | -           | -           | -           | -           | -           | 11     | 2      | 3      | 6      | 18,18      | Sub. Eson.   |
| ott. 2023-2024      | Corato          | Ecc.            | 19         | 11         | 2          | 6          | CI-Dil          | -               | -               | -               | -               | -                  | -                  | -                  | -                  | -                  | -           | -           | -           | -           | -           | 19     | 11     | 2      | 6      | 57,89      | Sub., 6º     |
| 2024-2025           | Corato          | Ecc.            | 13         | 4          | 3          | 6          | CI-Dil          | 2               | 0               | 0               | 2               | -                  | -                  | -                  | -                  | -                  | -           | -           | -           | -           | -           | 15     | 4      | 3      | 8      | 26,67      | In corso     |
| Totale Corato       | Totale Corato   | Totale Corato   | 32         | 15         | 5          | 12         |                 | 2               | 0               | 0               | 2               |                    | -                  | -                  | -                  | -                  |             | -           | -           | -           | -           | 34     | 15     | 5      | 14     | 44,12      |              |
| Totale carriera     | Totale carriera | Totale carriera | 60         | 21         | 14         | 25         |                 | 0               | 0               | 0               | 0               |                    | -                  | -                  | -                  | -                  |             | -           | -           | -           | -           | 43     | 15     | 11     | 17     | 34,88      |              |

## Palmarès

### Club

#### Competizioni nazionali
- Serie D: 1

Igea Virtus: 1999-2000